# Издешково (деревня)
Издешково — деревня в Сафоновском районе Смоленской области России. Входит в состав Издешковского сельского поселения.

## География
Расположена в центральной части области в 21 км к востоку от города Сафонова.

## История
До 2018 года входила в состав Игнатковского сельского поселения. После его упразднения, согласно Закону Смоленской области от 20 декабря 2018 года, в составе Издешковского сельского поселения.

## Население
| 2007 |
| ---- |
| 12   |

Население — 12 жителей (2007 год).

## Инфраструктура
Личное подсобное хозяйство.

## Транспорт
Стоит в 4 км южнее автодороги М1 «Беларусь».
В 1,5 км восточнее от деревни железнодорожная станция Издешково на линии Москва — Минск.